# ويليام كيني
ويليام كيني (بالإنجليزية: William Kenny)‏ هو سياسي نيوزلندي، ولد في 1811.